# 仏国寺 (京都市)
仏国寺（ぶっこくじ）は、京都府京都市伏見区にある黄檗宗の寺である。山号は天王山（てんのうざん）。本尊は釈迦三尊。

## 歴史
延宝6年（1678年）、高泉性潡が、この地にあった永光寺を復興して仏国寺と名付けたのが始まり。小堀遠州の墓がある。

## 文化財

### 重要文化財
- 高泉和尚銅碑（附：碑銘草本（近衛家煕筆）2幅） - 「古文書」として重要文化財に指定